# Oxydia herbertina
Oxydia herbertina är en fjärilsart som beskrevs av Paul Dognin 1891. Oxydia herbertina ingår i släktet Oxydia och familjen mätare. Inga underarter finns listade i Catalogue of Life.